# Mezőcsokonya
Mezőcsokonya község Somogy vármegyében, a Kaposvári járásban.

## Fekvése
Kaposvártól 15 kilométerre északnyugatra fekszik; a város irányából Jután és Hetesen keresztül a 6703-as, a 61-es számú főút felől pedig Kiskorpádtól a 6702-es, majd Somogysárd után a 6705-ös úton érhető el. Külterületének keleti részét érinti a Hetes-Osztopán közti 6706-os út is. Naponta tizennyolc autóbuszjárat közlekedik a községen keresztül, mindkét irányban.
A Dombóvár–Gyékényes-vasútvonal legközelebbi állomása 10 kilométerre található Kiskorpádon (Kiskorpád vasútállomás), a Kaposvár–Fonyód-vasútvonalé pedig 16 kilométerre Osztopánban (Osztopán vasútállomás). Kaposvár vasútállomása 17 kilométerre fekszik innen.

## Története
Mezőcsokonya községet a történetírók már 1324-ben említik. A falu a Bő nemzetség ősi birtoka volt, melyet Szent István király adományozott részükre.
A középkorban két részből állt. A falunak azt a részét, ahol a Szent Márton tiszteletére szentelt egyház emelkedett, Szent Mártonnak nevezték. Bő nemzetségbeli János (1241-1280) a falunak ezt a részét odaadta nővérének, Bai Bertalannénak leánynegyed fejében. Majd 1313-ban Bő nemzetségből származó Péter – a Létai család őse – a helységnek ezt a részét ismét visszakapta. Ezt az adományt 1324-ben Károly Róbert király megerősítette. A helység másik részét,  Csoknyát (akkori helyesírás szerint Chokna) 1324-ben a Győr nemzetségbeli Ders fia Péter, királyi kardhordozó kapta adományul, de 1346-ban átengedte testvérének, Miklósnak.
1357-ben a helység neve Mezeuchokna alakban fordult elő egy dokumentumban, ekkor a Szerdahelyi Dersfiak birtoka volt, egészen a 17. századig, de voltak itt birtokai Dersfi Márton rokonának, Szerdahelyi Korona Jánosnak és a Szerdahelyi család másik ágából származó Dancs Pálnak is.
1715-ben 15 háztartást írtak össze. Ekkor gróf Esterházy Józsefé. 1726-ban az Esterházy-féle hitbizományhoz tartozott, abban az időben a község földesura herceg Esterházy Miklós József. A község a 20. századig az Esterháziak birtoka volt.
Egykor három puszta tartozott a községhez; Alsó-, Felső- és Középnyíres, valamint Ujakol-major.
Középnyíresen még ma is láthatóak a 19. század provinciális építészeti emlékei. Az 1857-es birtokrendezéskor 5337 kataszteri hold volt a falu határának területe, ebből 3500 hold szántó, 263 hold rét, 323 hold legelő és 827 hold erdő volt.
A lakosság alakulása a következő:
A törökök kiűzése után 27 jobbágy gazda élt itt családjával, 1720-ban 450-500 lakosa lehetett, a II. József által elrendelt népszámláláskor 635 lakosát írták össze, a 19. század közepén 980 lakosa volt.
Az 1870-es népszámláláskor 1179 fő, 1910-ben 1449 fő, 1980-ban 1230 fő volt a falu lakossága.
1910-ben 1449 lakosából 1444 magyar volt. Ebből 667 római katolikus, 745 református, 22 izraelita volt.
A 20. század elején a falu társadalmi szerkezetére jellemző a fejlett iparosodás; 2 asztalos, 2 bognár, 1 borbély, 2 cipész, 8 cséplőgép-tulajdonos, 1 csizmadia, 4 dohánytőzsdés, 4 földbirtokos, 1 földhaszonbérlő, 4 fűszer- és vegyeskereskedő, 1 gabona- és terménykereskedő, 1 illatszertáros, 1 kádár, 2 kocsmáros, 2 kovács, 4 kőműves, 2 marhakereskedő, 2 malomtulajdonos, 1 rövidáru kereskedő, 1 szíjgyártó és 3 vitéz volt a községben. 50 családnak volt meghatározó szerepe a falu és környékének gazdasági életében.
Az 1948-as államosítás a működő iparágakat mind megszüntette, az 1950-ben, majd 1952-ben megalakult termelőszövetkezetek véget vetettek a virágzó magángazdaságoknak, a község fokozatosan elvesztette önállóságát: a hatvanas években a termelőszövetkezetet és az iskolát körzetesítették, 1973-ban pedig a Községi Tanácsot is Somogysárdhoz csatolták. Az I. és a II. világháborúban elesett 9 hősnek az „öreg temetőben” van a sírja. A világháborúk áldozatainak a falu lakossága 1986-ban állított emlékművet a község parkjában.

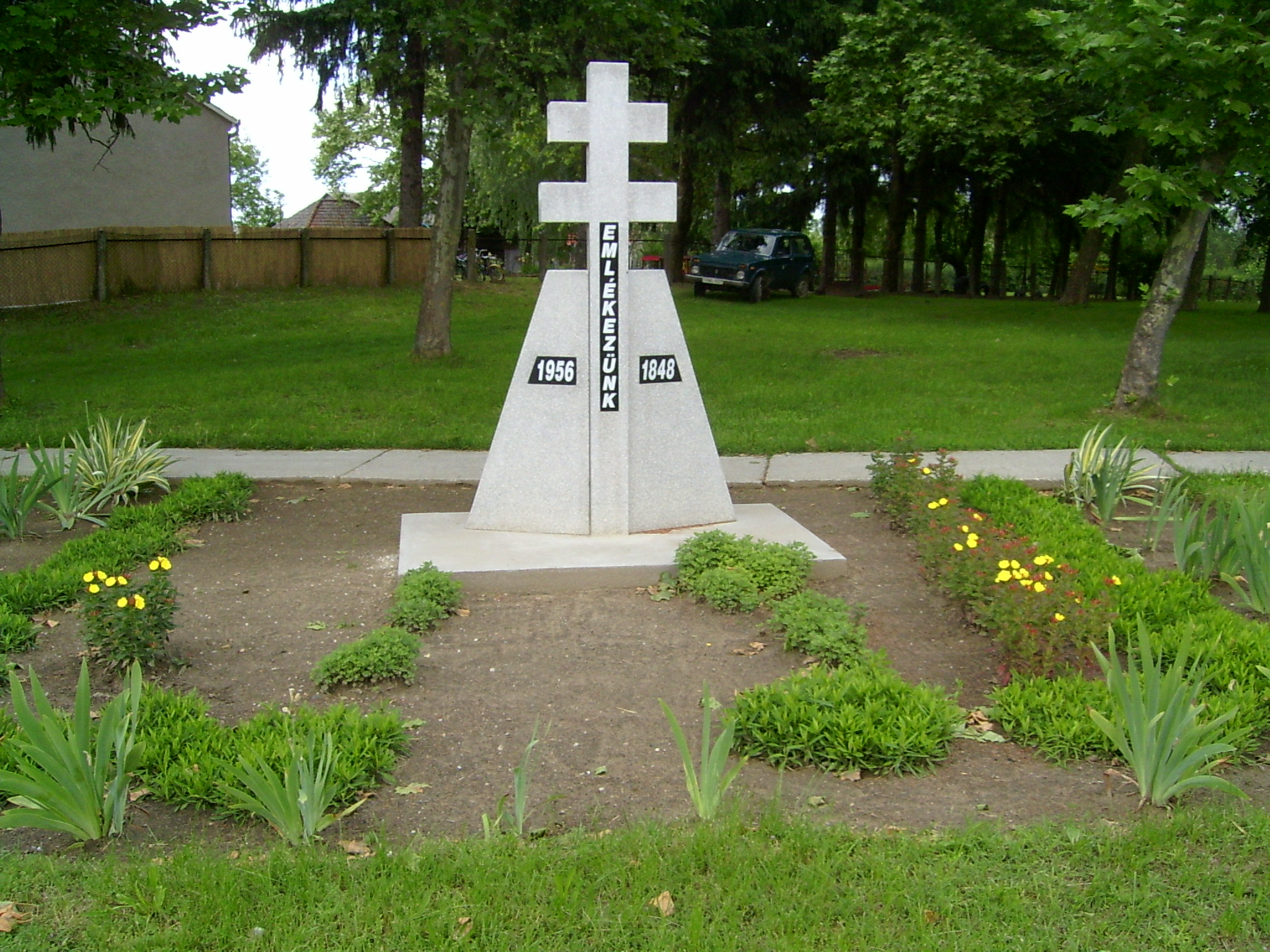
Emlékmű 2007

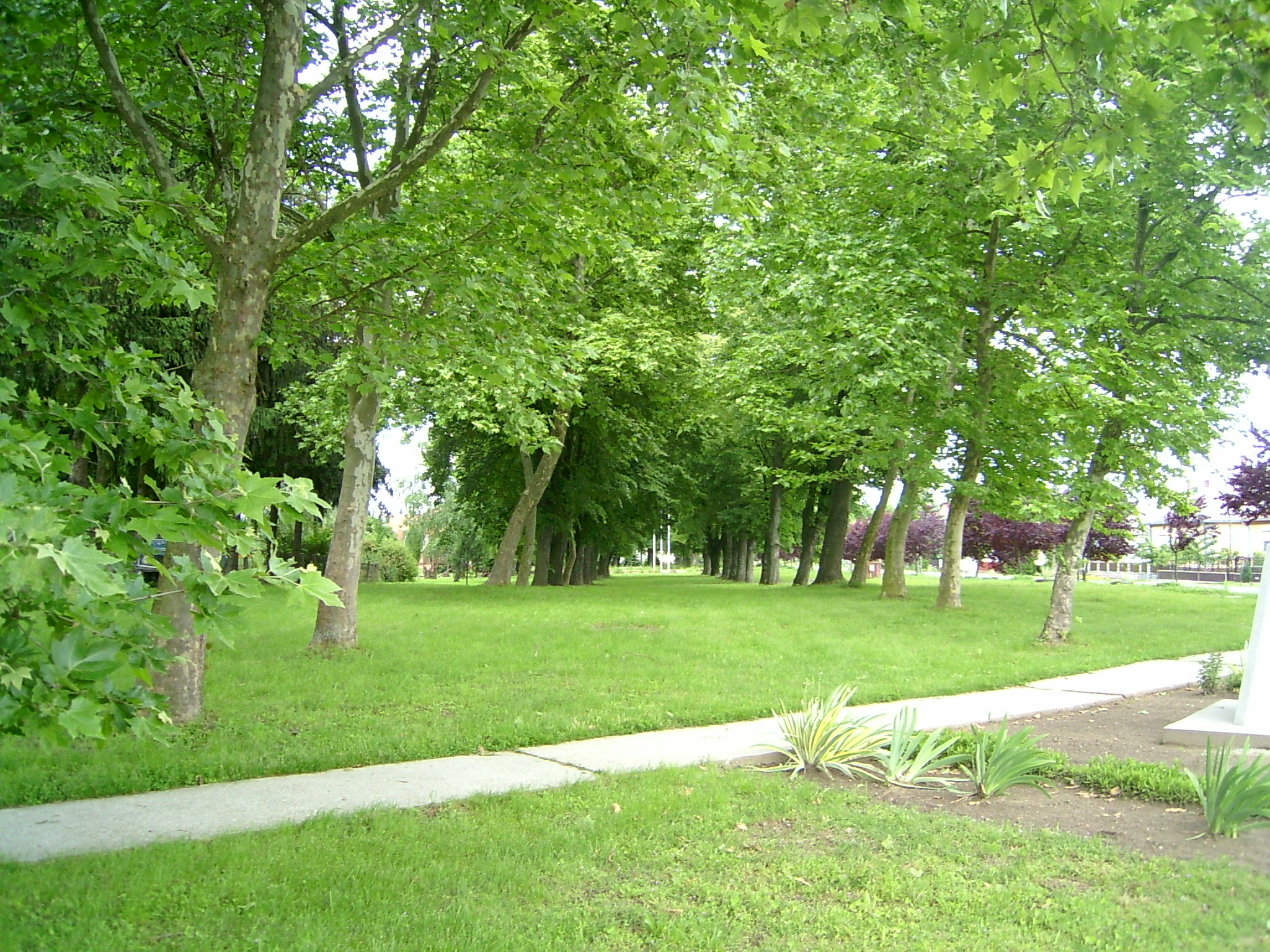
Park 2007

Az utóbbi évtizedekben, főként a rendszerváltás után sokat fejlődött a falu: a nyolcvanas években bevezették a vizet, a gázt, a telefont és 2006-tól a kábeltévé-szolgáltató által a településen az internet ellátottság is megoldódott. A község felújította a református templomot, megépült a pünkösdi közösségi ház.
Az önkormányzat 1990-ben önálló polgármesteri hivatalt hozott létre, visszahozta Somogysárdról az alapfokú oktatást, bővítette és felújította az általános iskolát, tornatermet alakított ki, áthelyezte és felújította a gyógyszertárat, a község minden utcája szilárd burkolatot kapott, felújította az orvosi rendelőt és a polgármesteri hivatal épületét. A régi mozi helyén faluház épült.
Az önkormányzat által fenntartott óvoda 66 gyermek gondozását látja el, négy óvónővel és két dajkával.

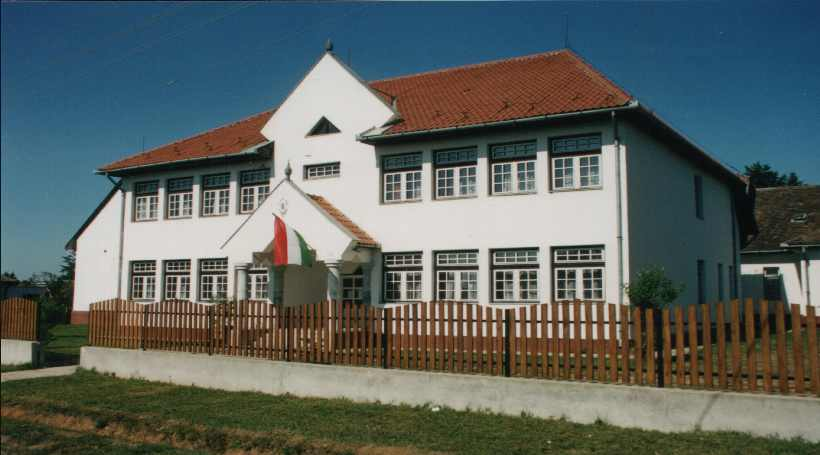
Iskola 2007

A nyolcosztályos általános iskolába 165 diák jár[mikor?], közülük minden 3. hátrányos helyzetű. Angol nyelvet és számítástechnikát harmadik osztálytól tanulnak. Színjátszó csapat, énekkar és rajzszakkör működik.
Az iskolában 98%-os a szakos ellátottság, 14 pedagógus dolgozik. Az önkormányzat 1996-ban alapította a Mezőcsokonyai Általános Iskolás Gyermekekért Közalapítványt, amelynek bevételeiből a tanulók szabadidős programjait támogatják.
A helyi rendelőben a háziorvos minden nap fogadja a betegeket, a fogorvos Hetes községben rendel. Védőnői szolgálat és Gyógyszertár egészíti ki az egészségügyi ellátást.

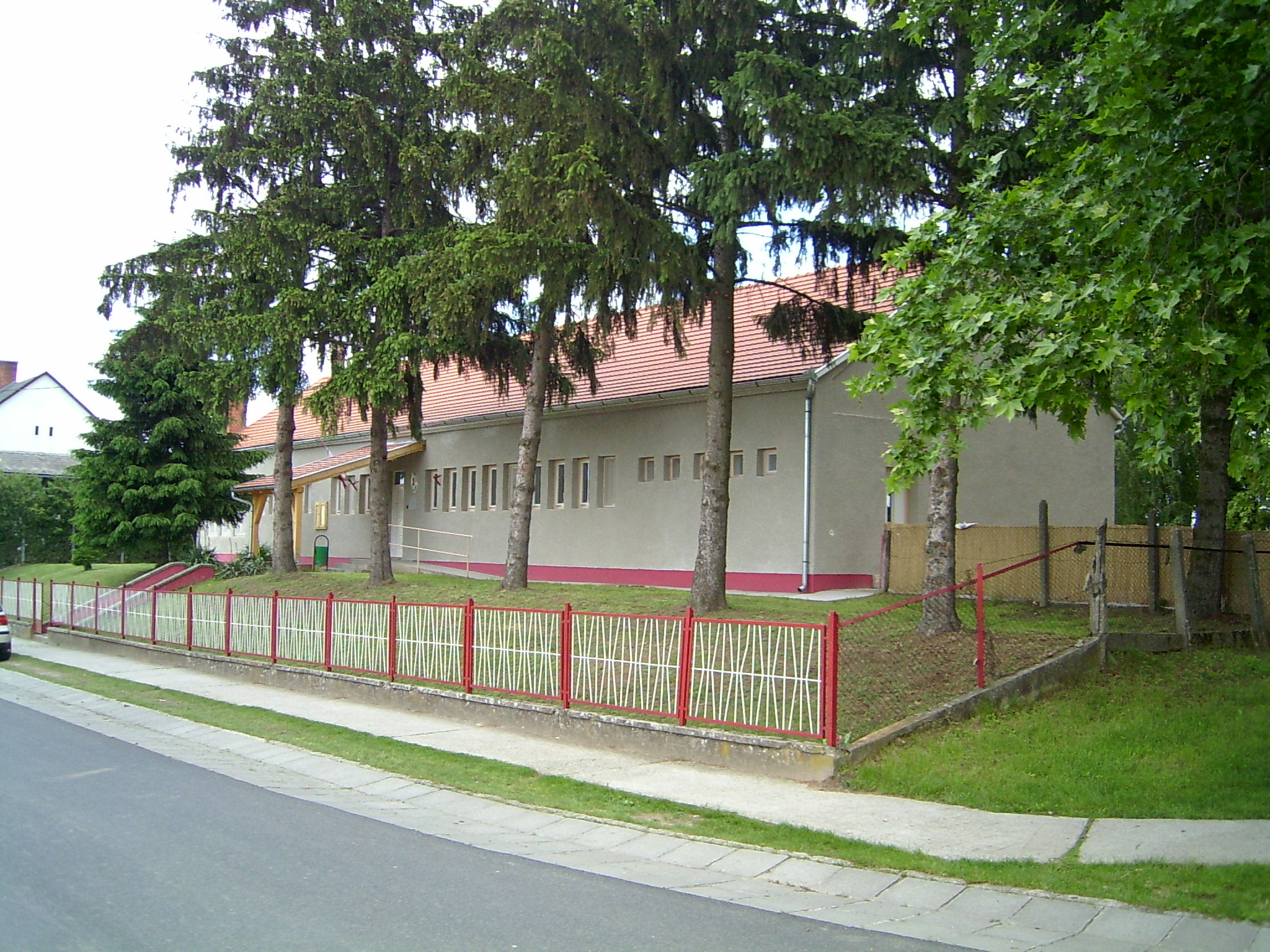
Óvoda 2007

Az óvoda konyháján főznek az iskola és az öregek napközi otthona számára is. Az utóbbiban 2 gondozónő látja el a 20–25 idős embert.
2000-től az önkormányzat új intézményt hozott létre Gondozási Központ elnevezéssel, melynek keretén belül működik a 6 társközséggel közösen működtetett Gyermekjóléti és Családsegítő Szolgálat 3 fő családgondozóval.
A községben az 1998-as választások óta cigány kisebbségi önkormányzat is működik, mely a cigányság érdekképviseletét, összefogását és a közösségi életbe való bevonását tűzte ki céljául. A kisebbséghez tartozóknak gyermekrendezvényeket, közösségi programokat és szakköröket tartanak.
A Másokon Segítsünk Egyesület civil szervezet támogatja a helyi kulturális életet, az időseket és a rászorulókat, részükre már több alkalommal szervezett élelmiszer- és ruhaosztást. A gyermekek számára rendszeressé tette a karácsonyi ajándékosztást. A helyi iskola számára a könyvtár fejlesztést segítette a közelmúltban.
Mezőcsokonyán 1995 óta polgárőrség is működött 2013-ig.
A községi sportegyesület keretén belül felnőtt és ifjúsági labdarúgócsapat működik, melynek 30 tagja van.
A kereskedelmi ellátást jelenleg két vegyesbolt és három magánbolt biztosítja. Három vendéglő, egy pékség, két virágkereskedés, egy felvásárló, két gázcseretelep, valamint posta is van a faluban. Az egyéb egyéni vállalkozások száma 16.
1990-ben még 380 fő ingázott a faluból, ez a szám mára legalább harmadára csökkent. A fő megélhetési forrást a mezőgazdaság jelenti. Hárman gazdálkodnak 100-200 hektáros területen, búzát és kukoricát termelnek. A községben nagy hagyománya van az epertermelésnek, a gyümölcsöt többek között a fővárosba szállítják. A faluban mintegy 10 szarvasmarhát, 800 sertést nevelnek, többnyire saját szükségletre. a megye több pontjára szállító pékségben 15-en, a nyílászárókat gyártó asztalos üzemben 4-en dolgoznak. Az Önkormányzat 50 embernek ad munkát.[mikor?]
Az önkormányzat rövid és hosszabb távú tervei között szerepel a Mezőcsokonya és Somogyfajsz közötti út megépítésének szorgalmazása, mely 8,2 kilométerrel rövidítené meg a Kaposvár és Marcali közötti távolságot. Ezen kívül a község szennyvízcsatornázásának megépítése, a rossz állapotban lévő járdák teljes felújítása, a belvízelvezetés megoldása, autóbusz-megállóhelyek kialakítása, beruházó esetén a feltárt termálvíz hasznosítása.
A község éves kulturális rendezvényei között meg kell említeni a falunapot, mely augusztusban kerül megrendezésre. Ezen az eseményen versenyeket rendeznek a gyermekeknek, és felnőtteknek, a nők és férfiak nem csak a főzésben, hanem a fociban is összemérhetik tudásukat és ügyességüket. A búzaszentelőt április végén, a szüreti felvonulást októberben tartja a falu. A Szent István napi búcsú augusztus hónapban van.

## Közélete

### Polgármesterei
- 1990–1994: Sudár János (független)[4]
- 1994–1998: Decsi József (független)[5]
- 1998–2002: Sudár Győző (független)[6]
- 2002–2006: Sudár Győző (független)[7]
- 2006–2010: Decsi József (független)[8]
- 2010–2014: Decsi József (független)[9]
- 2014–2019: Sudár Zoltán (független)[10]
- 2019–2021: Sudár Zoltán (független)[11]
- 2022–2024: Ballér Péter (független)[12]
- 2024– : Ballér Péter (független)[1]

A településen 2022. június 26-án időközi polgármester-választást kellett tartani, mert a korábbi polgármester – egyelőre tisztázatlan időpontban – elhunyt. A választáson két független jelölt indult, egyikük csak a szavazatok kerek 30 %-át szerezte meg az ellenjelölttel szemben.[forrás?]

## Népesség
Jelenleg az állandó népesség száma 1300 fő, melyből 119 fő a cigány kisebbséghez tartozik. Lakóházak száma: 460 db. a lakosság számának csökkenése az utóbbi években megállt. A hatvanas években az elköltözöttek egy része visszajött a városból, a rendszerváltás után hat erdélyi család is letelepedett. Sörnyepusztáról és Újvárfalváról azok a cigány családok költöztek a községbe, akik kedvezőbb körülményeket tudtak biztosítani maguknak. Több ingatlan német és osztrák tulajdonba került, közülük 5-6 épületben a családok tartósan itt tartózkodnak.
A születések száma egyre nő, a halálozás viszont az átlagosnál nem nagyobb. A lakosság negyede idős, a 14 évesnél fiatalabbak aránya 18%. Az aktív korúak közel 10%-a állástalan. A munkanélküliek fele képzetlen, sok köztük a roma. Középiskolát a lakosság 20%-a végzett, diplomája 2,5%-nak van.
| Lakosok száma | 1232 | 1186 | 1183 | 1168 | 1124 | 1145 | 1143 |
|               | 2013 | 2014 | 2015 | 2021 | 2022 | 2023 | 2024 |

A 2011-es népszámlálás során a lakosok 85,7%-a magyarnak, 8% cigánynak, 0,7% németnek mondta magát (14% nem nyilatkozott; a kettős identitások miatt a végösszeg nagyobb lehet 100%-nál). A vallási megoszlás a következő volt: római katolikus 45,6%, református 9,9%, evangélikus 0,6%, görögkatolikus 0,2%, felekezet nélküli 13,1% (24,1% nem nyilatkozott).
2022-ben a lakosság 90,9%-a vallotta magát magyarnak, 3,9% cigánynak, 1,2% németnek, 0,3% horvátnak, 0,2% bolgárnak, 0,1-0,1% lengyelnek, görögnek, románnak, ruszinnak és szerbnek, 2,4% egyéb, nem hazai nemzetiségűnek (8,7% nem nyilatkozott; a kettős identitások miatt a végösszeg nagyobb lehet 100%-nál). Vallásuk szerint 26,8% volt római katolikus, 8% református, 0,5% görög katolikus, 0,4% evangélikus, 0,1% izraelita, 5,1% egyéb keresztény, 0,8% egyéb katolikus, 17,9% felekezeten kívüli (40,3% nem válaszolt).

## Földrajza
A község Somogy vármegye középső sávjában, nagyrészt homokvidéken terül el, ezért a környező terület mezőgazdasági művelésre kevésbé alkalmas. A vidék felszíne enyhén hullámos, sok helyen sík, a legmagasabb pontja 172 méter. A községtől másfél km-re, északkeletre lévő Szilosi vagy Nagyerdő környéke 1990-től természetvédelmi terület.
A tölgy- és bükkerdőt lápos terület és legelő határolja, az itt található rendezett halastó magántulajdonban van. A természetvédelmi terület ritka növénye a leánykökörcsin; apróvadak, rókák, őzek és fülesbaglyok élnek itt, illetve egy pár rétisas fészkel.
A határ északi részén főleg kukoricát és napraforgót termelnek, itt is található két halastó; a kötöttebb, agyagos keleti dombokon a 20. század közepén szőlőskert volt, mintegy száz pincével, közülük a 21. század elejére alig maradt néhány. A községtől délre lévő kisebbik zártkertet most is művelik, csaknem 40 telek van itt. A belterület északnyugati szomszédságában szintén van egy halastó, az állóvizet övező dombok között ered a Nagyárok, amely átszeli a megyét, és Fonyódnál ömlik a Balatonba.
A lakott helytől északra található az a fúrt kút, amely 80 fokos termálvizet rejt. A hatvanas években néhány évig iszapfürdő működött itt, majd lezárták. Szintén ez idő tájt tárták fel a határ északi részén lévő kőolaj- és földgázlelőhelyeket, a kitermelés azóta is folyik. Egykor három puszta tartozott a községhez: Alsó-, Felső- és Középnyíres. Utóbbiban még láthatók a 19. század provinciális építészeti emlékei. A puszta déli határát érinti a Kaposfőtől Újvárfalván keresztül haladó Rockenbauer-kéktúra útvonala. Az országjárók a község vendéglője mellett sátorozhatnak.

## Nevezetességei

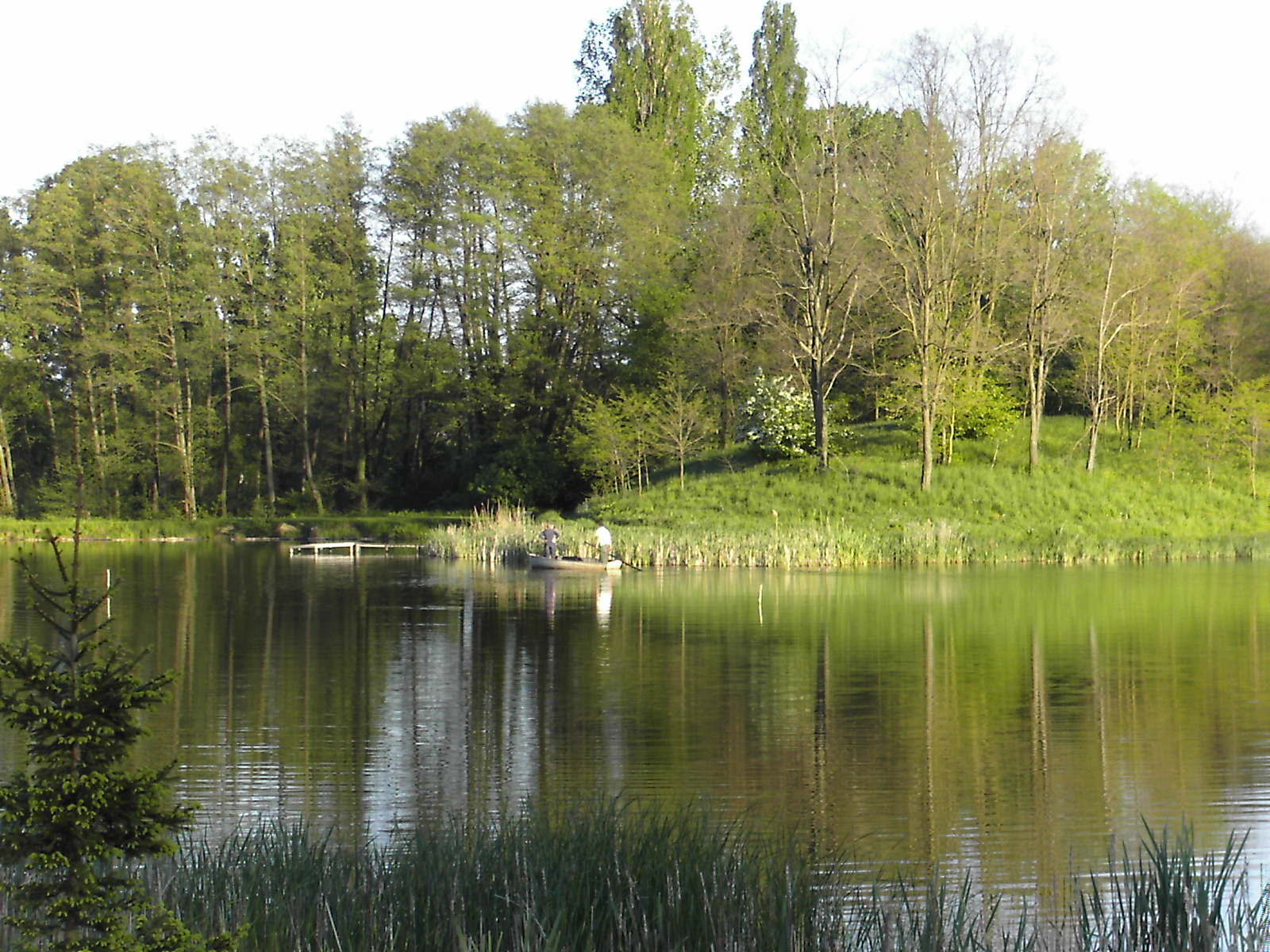
Az Úr tava (2005)

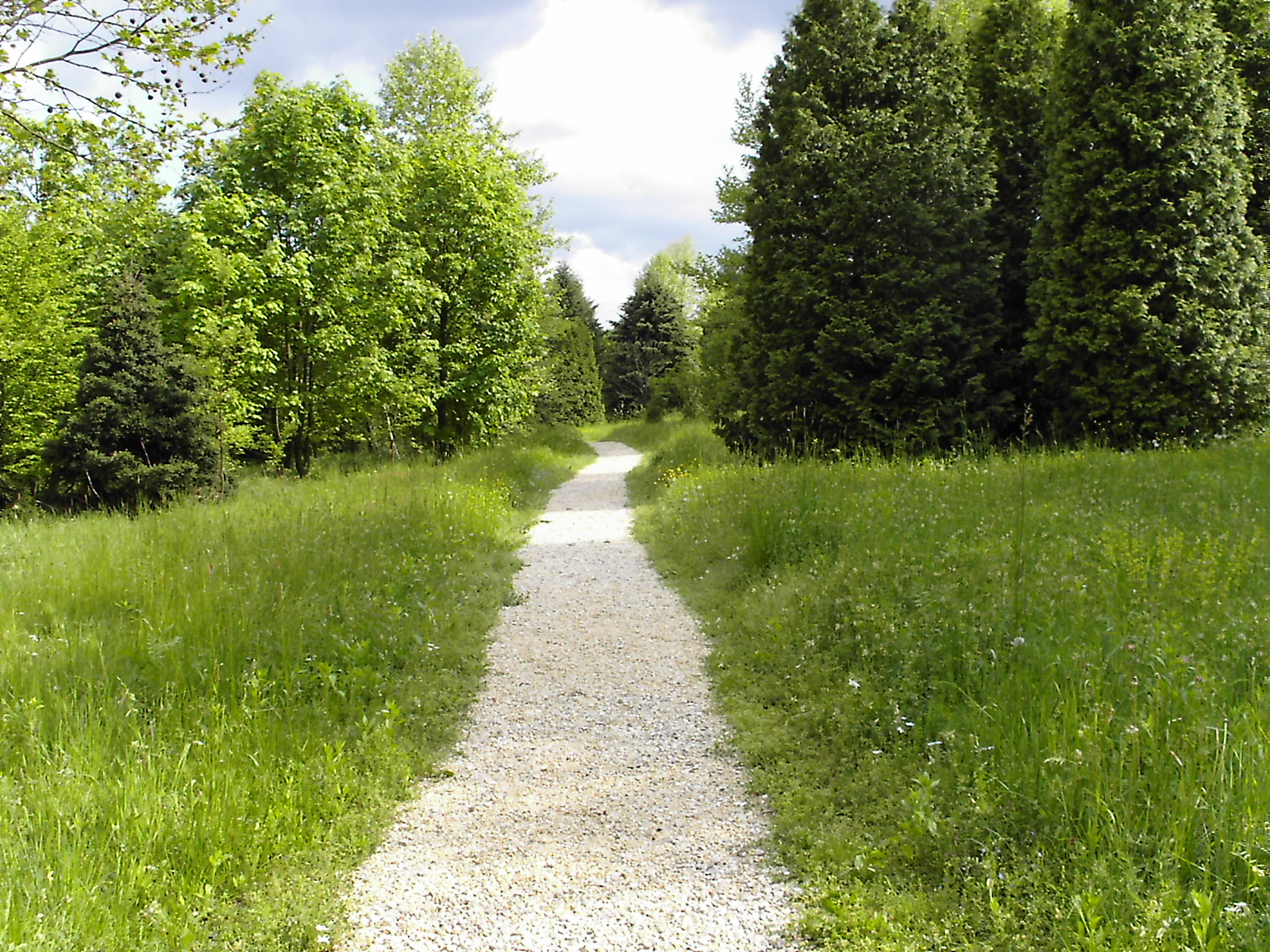
Sétány (2005)

- A falu tájháza 2014-ben nyílt meg egy 1884-ben épült régi népi lakóházban.[16]
- Az 1870–1875-ben épült református templom, melyhez egy parókia is tartozik, Somogy megye egyik legnagyobb református temploma. Hossza 30, szélessége 13, falmagassága 11 méter.[17]
- A település határában található a magánkezelésben levő Úr tava. A tóhoz tartozik egy szépen gondozott, parkosított terület is. Nevét a mellette található Úr-dombról kapta, ahol a falu temetője helyezkedik el.
- Mezőcsokonyán működik még többek között a cigány kisebbséghez köthető Aprólábúak hagyományőrző tánccsoport
- „Magyarország legerősebb faluja 2007-ben”: A csapat 1999-ben alakult Visnyei Lászlóné és Páli Béla szervezésével, az önkormányzat és magánszemélyek is támogatják. A csapat létszáma 16 fő: 9 fiú, 7 lány.[mikor?] Azóta minden évben elindultak az országos versenyen különböző helyezéseket értek el. Voltak ötödikek, később harmadikak. Kétszer voltak másodikak két egymás utáni évben, majd 2007-ben Kartalon az országos versenyen elérte a hőn áhított 1. helyezést a kis falunak nem kis hírnevet szerezve ebben a vetélkedősorozatban. Bölcskén az országos döntőn 2008-ban elért eredményük a harmadik helyre volt elegendő.
- Mezőcsokonya és Csombárd között, Mezőcsokonya közigazgatási területén található a Csombárdi-rét természetvédelmi terület.[18]
- A település külterületén, egy nehezen megközelíthető helyen fekszik a Törökhányás nevű vármaradvány.

## Díszpolgárai
A településnek öt díszpolgára van:
- Kertész Sándor, festőművész (1996)
- Balaton Jánosné, tanítónő (2002)
- Sudár János, a község első polgármestere (2002)
- Varga Csaba, animációsfilm-rendező (2002)
- Kolber István, politikus (2009)

## Egyházak

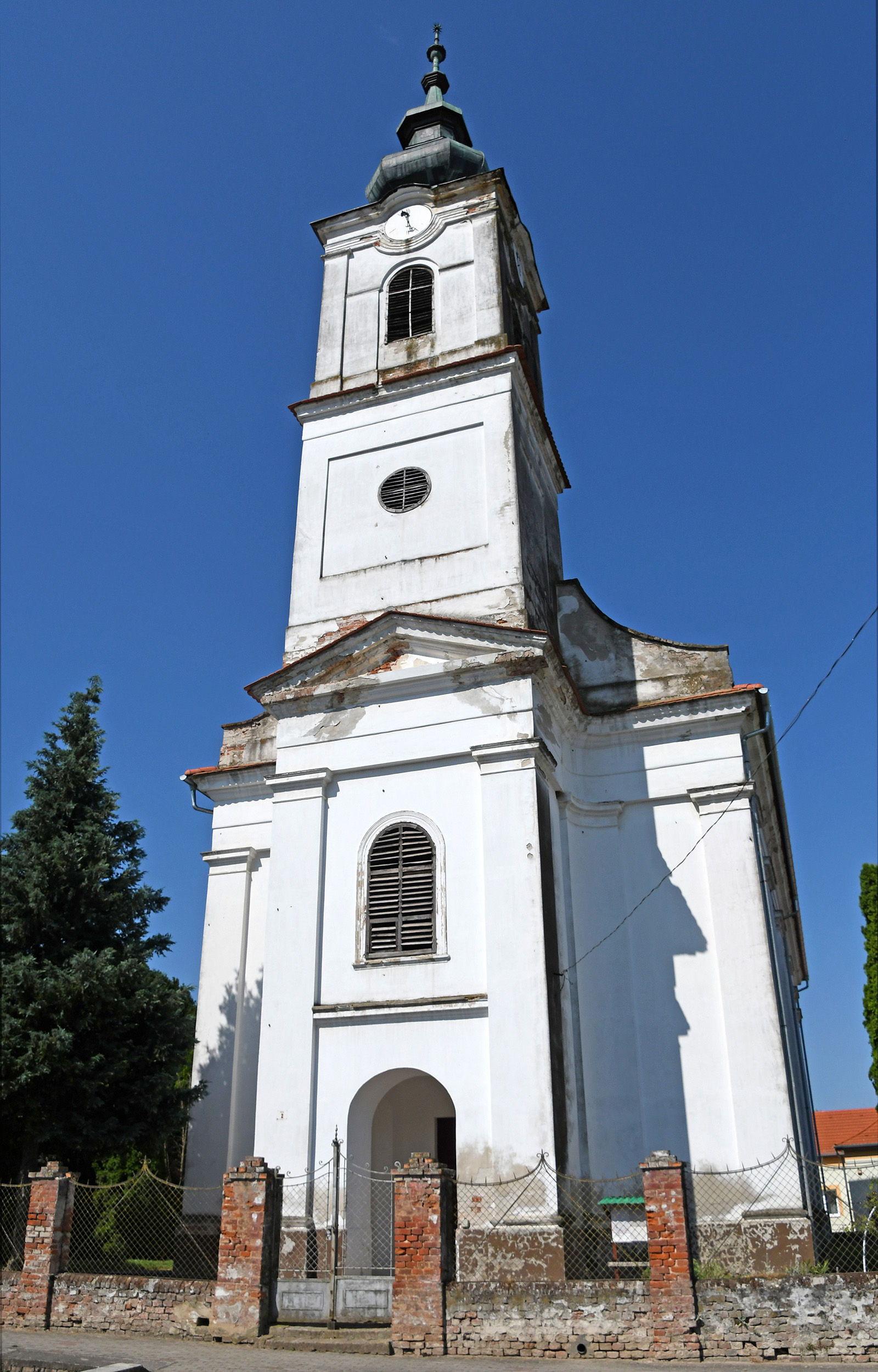
A református templom 2023-ban

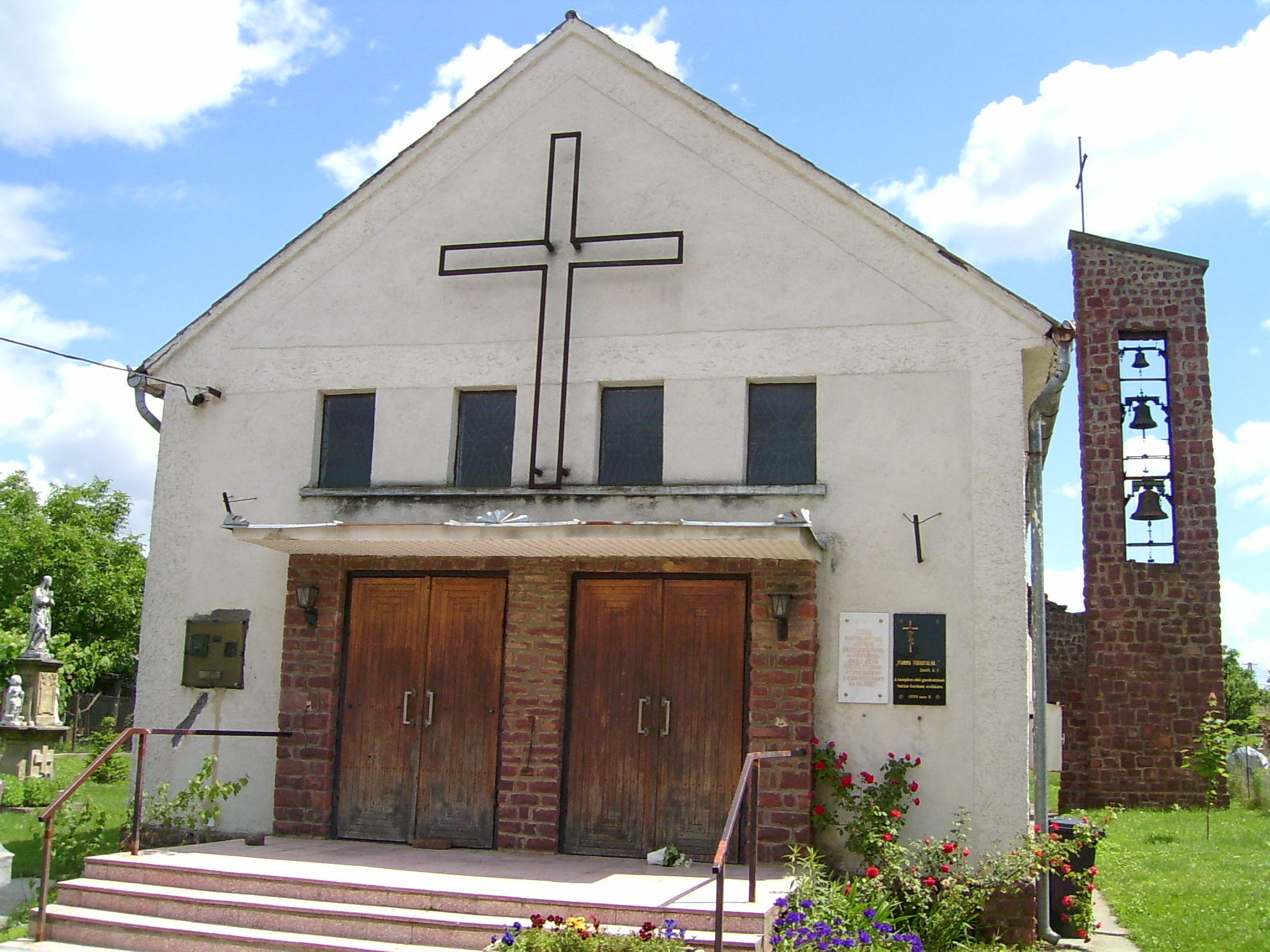
A katolikus templom 2007-ben

Az elmúlt években leginkább a reformátusok fogytak, a negyvenes években még 800 fős gyülekezet mára 110 főre apadt. A megye egyik legnagyobb református temploma a község egykori főterén áll: 30 méter hosszú, 13 m széles, falmagassága 11 méter. A parókián még áll a korábbi templom épülete, amelyet ma már nem használnak. A híveket a kaposmérői lelkész vezeti.
A 300 lelkes katolikus közösség temploma az 1960-as években épült, a hetesi plébániához tartozik.
Mindkét felekezet gyermekeinek tartanak hitoktatást az iskolában.
A Magyar Pünkösdi Egyház Mezőcsokonyai Gyülekezete tagjainak és látogatóinak száma mintegy félszázra tehető. 1996-ban építették és vették birtokukba templomukat, melynek helyét az Önkormányzat térítésmentesen biztosította részükre. Helyben lakó, saját lelkészük van. A gyermek-hitoktatást a közösségi házukban végzik.

## Sport
A Mezőcsokonya SE 2004-ben a megyei másodosztályba küzdötte fel magát, később évekig stabil szinten tartotta a 6. ill. 7. helyét. A csapatnak hetente 2 edzése van, Somogy megye II. osztályának északi csoportjának csapatai között versenyez.